# Пчельное
Пчельное — посёлок в Рамонском районе Воронежской области.
Входит в состав Большеверейского сельского поселения.

## География
Расположен на левом берегу реки Большая Верейка. Являлся одним из владельческих хуторов Позднякова Степана Марковича.
В посёлке имеется одна улица — Лизы Чайкиной.

## Население
| 2010 |
| ---- |
| 11   |